# Hieracium chlorophaeum
Hieracium chlorophaeum es una especie de planta con flor del género Hieracium, de la familia Asteraceae, orden Asterales.

## Distribución
Hieracium chlorophaeum se distribuye por Finlandia y Noruega.

## Taxonomía
Fue descrita científicamente por Norrl. Fue publicada en Acta Soc. Fauna Fl. Fenn. 36(4): 90 (1912), non Dahlst. ex Notø (1910).